# Janina Filipska
Janina Filipska (ur. 3 czerwca 1925, zm. 4 października 2024 w Braniewie) – porucznik Armii Krajowej, kurier tatrzański.

## Życiorys

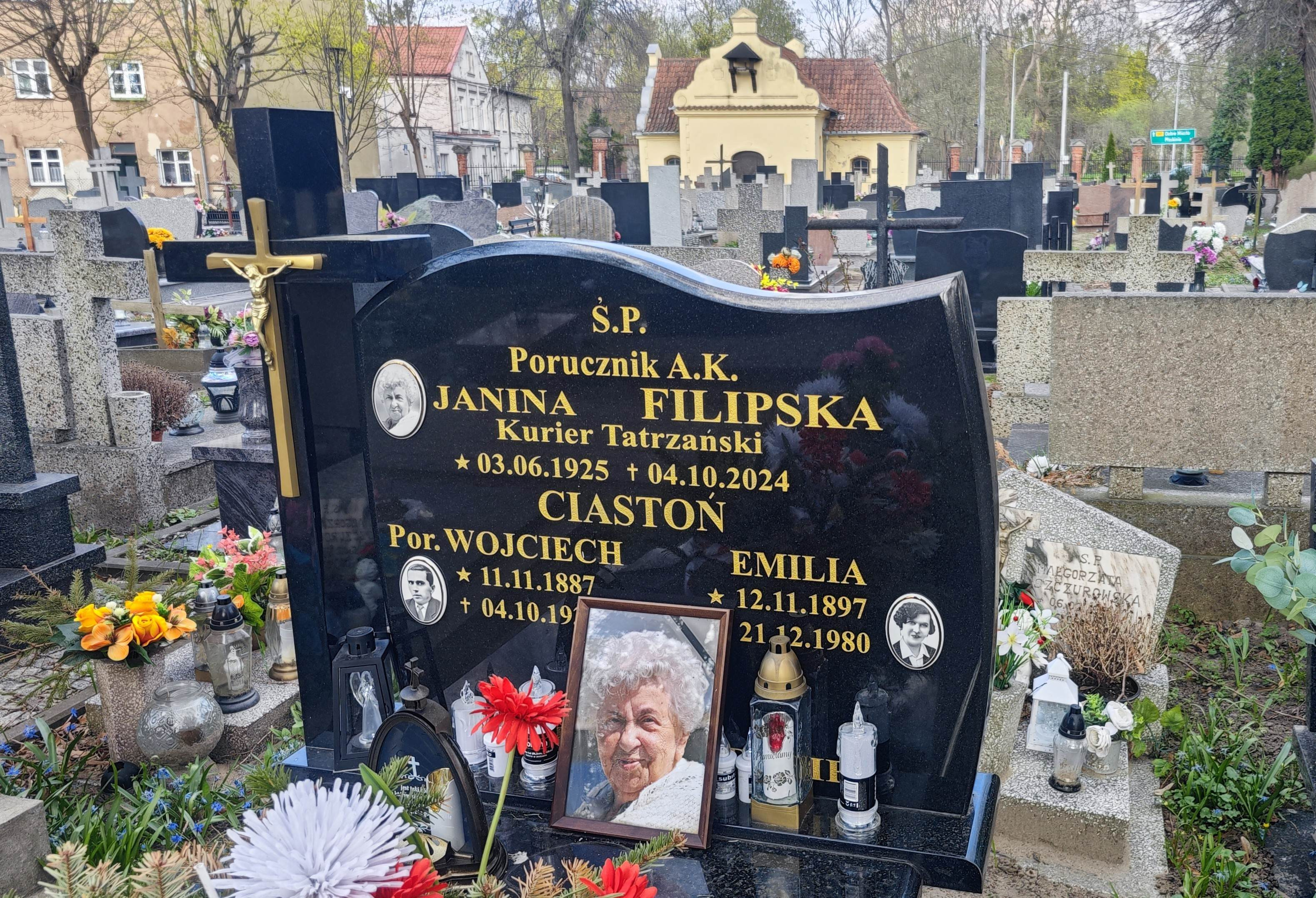
Grób na cmentarzu przy ul. Olsztyńskiej

Urodziła się w rodzinie Wojciecha i Emilii. Ojciec Wojciech Ciastoń był również żołnierzem, mianowany porucznikiem II RP ze starszeństwem z dniem 1 czerwca 1919.
Podczas II wojny światowej, w czasie okupacji niemieckiej, Janina Filipska była kurierem Armii Krajowej. Jako łączniczka przeprowadzała na Węgry polskich oficerów, pomagając im się przedostać do Polskich Sił Zbrojnych na Zachodzie.
Po wojnie była prezesem (później honorowym prezesem) Związku Inwalidów Wojennych RP w Braniewie.
Zmarła 4 października 2024 roku, w wieku 99 lat. Pochowana została 8 października po mszy żałobnej w kościele św. Antoniego w grobie rodzinnym na cmentarzu przy ul. Olsztyńskiej w Braniewie.

## Odznaczenia
Za zasługi otrzymała m.in. następujące odznaczenia:
- Krzyż Kawalerski Orderu Odrodzenia Polski (18.07.1979)
- Krzyż Partyzancki (15.10.1990)
- Krzyż Armii Krajowej (26.07.1998)
- Medal „Pro Memoria” (16.08.2011)
- Medal „Pro Patria” (3.09.2013)
- Srebrna Odznaka ZIW RP (2004)
- Złota Odznaka ZIW (2008)
- Odznaka „Weteran Walk o Wolność i Niepodległość Ojczyzny” (1995)